# Proyecto de intercomparación de modelos acoplados
En climatología, el proyecto de intercomparación de modelos de clima acoplados (CMIP en sus siglas en inglés, Coupled Model Intercomparison Project) es el marco de comparación diseñado para mejorar nuestro conocimiento del cambio climático, siendo el equivalente del Proyecto de intercomparación de Modelos Atmosféricos  (AMIP en sus siglas en inglés, Atmospheric Model Intercomparison Project) para modelos acoplados océano-atmósfera modelos de circulación general (GCMs). Fue organizado en 1995 por el Grupo de Trabajo en modelos acoplados  (WGCM) del Programa mundial de investigación del Clima Mundial (WCRP). Está desarrollado en fases sucesivas adoptadas para mejorar los sucesivos modelos de clima, pero también para informar a las agencias nacionales e internacionales acerca de posibles acciones para mitigar los efectos del cambio climático. 

## CMIP Fases
El Programa para el Clima del Modelo de Diagnóstico y de Intercomparación desarrollado el Laboratorio Nacional Lawrence Livermore ha dado apoyo inicial a varias CMIP fases, colaborando con el WGCM para determinar el alcance y necesidades del proyecto, para mantener las base de datos de las simulaciones de clima generadas y para participar en el análisis de los datos producidos. CMIP ha estado constituido, al inicio, sobre la base de los resultados de modelos climáticos basados en un escenario preindustrial (llamado "control run"), y en un escenario definido por un incremento del 1% por año en la concentración de CO2. Hasta 30 modelos acoplados de clima ha proporcionado resultados para dichas simulaciones. En fases más recientes del proyecto (20C3M, ...) se han incluido escenarios más realistas tanto en las simulaciones históricas del clima, simulaciones paleo-climáticas y como en escenarios de clima futuro.

### CMIP fases 1 y 2
Según Lawrence Livermore Laboratorio Nacional PCMDI, la respuesta al anuncio del CMIP1 fue muy exitosa y hasta 18 modelos globales de clima participaron en la fase colección de datos, que representaba, en aquel momento, la mayoría de los grupos internacionales de investigación que momento disponían de modelos de clima globales acoplados con el océano. En consecuencia, en el septiembre de 1996, en la reunión de CLIVAR NEG2 en Victoria, Canadá, se decidió que CMIP2 sería un intercomparación de incremento de 1% en CO2 por año durante un total de 80 años, lo que suponía de modo efectivo que el CO2 se duplica alrededor de año 70.

### CMIP Fase 3
Durante 2005 y 2006, las simulaciones de los modelos de clima estuvo coordinada y almacenado por PCMDI. Mientras que las simulaciones incluyeron escenarios del pasado y el presente climático, así como escenarios de clima futuro.  Esta actividad además permitió que aquellos modelos de clima, fuera de los centros de investigación más importantes, pudiesen contribuir con sus resultados a la preparación y soporte del IPCC Cuarto Informe de Valoración  (IPCC-AR4). Para el CMIP3 la lista de simulaciones propuestas se fue extendida hasta 20 experimentos. El PCMDI mantiene toda la documentación y los resultados producidos

### CMIP Fase 5
CMIP5 es la fase más reciente del proyecto CMIP que ha sido completada (2010-2014). Desde el punto de vista técnico, CMIP5 incluyó más metadatos describiendo las simulaciones de los diferentes modelos que las fases anteriores. El proyecto creó un esquema exhaustivo describiendo tanto las partes científica y técnica, como los aspectos numéricos de los resultados.
Un objetivo principal de CMIP5 era responder a las cuestiones científicas más complejas surgidas durante la confección del IPCC AR4, pero también promover un mejor entendimiento general del clima, y a su vez proporcionar estimaciones de cambio de clima futuro útiles para evaluar las consecuencias e impacto del cambio climático. El  IPCC Quinto Informe de Valoración contiene información de los  experimentos de CMIP5, mientras el protocolo experimental CMIP5 fue acordado durante la 12.ª Sesión del WCRP del WGCM. Información adicional se puede encontrar en la web.

### CMIP Fase 6
La planificación de la sexta fase empezó en 2013 (poco antes de la finalización de la fase anterior), mientras que la visión general del diseño y la organización de CMIP6 fue publicada durante el 2016. En 2018 ya han sido aprobados 23 proyectos de intercomparación de modelos (MIPs) implicando 33 grupos de investigación de 16 países. También se ha definido un número básico de experimentos comunes para todos los modelos. La fecha límite para el envío de solicitudes para contribuir al sexto informe del IPCC es 2020.
En consecuencia, la estructura del CMIP6 ha sido extendida con respeto a CMIP5 para proporcionar un marco equivalente a las fases anteriores llamado DECK (por las siglas Diagnóstico, Evaluación y Caracterización de Klima), junto con un conjunto de hasta 23 experimentos aprobados (llamados MIPs), referidos anteriormente, y creados para mejorar la descripción de aspectos de modelos de clima más allá del núcleo de los experimentos comunes que conforman el DECK. Aun así, los Proyectos de Intercomparación (MIPs) se construyen también sobre las definiciones que conforman DECK y sus simulaciones históricas. Por lo tanto su objetivo principal es justo responder una gama más de cuestiones que por ser más concretas, necesitan de análisis y simulaciones más específicas. Esta estructura será mantenida en futuro por las próximas fases CMIP.
CMIP6 también propone ser consistente con respecto a documentación y estándares de distribución de datos. Para conseguirlo se  incluyen métodos para facilitar una distribución más amplia y una caracterización más definida de las simulaciones. También se han propuesto herramientas estándares para los análisis. Con tal fin se han creado guías específicas  para los distribuidores de datos, los creadores de los modelos de clima y los usuarios de los resultados obtenidos. 
Un conjunto de datos oficiales/comunes está disponible para los estudios que componen DECK, así como para los diferentes MIPS. Esto permitirá mejores comparaciones de todas las simulaciones creada para CMIP6. 
Estos datos comunes, conocidos como forcing datasets,   están almacenados y coordinados por input4MIPS (siglas en inglés correspondientes a input datasets for Model Intercomparison Projects). La mayoría de ellos es libremente disponible en  :
- Sustancias de corta vida media en la atmósfera (SLCF, por sus siglas en inglés) y emisiones de gases de efecto invernadero (CO2 y CH4).
- Emisiones relacionadas con la quema de material de biomasa (biomass burning en inglés)
- Datos globales de uso/cambio del terreno: los datos es disponible en .
- Concentraciones históricas de gases de efecto invernadero (GHG) concentraciones: la publicación[11] incluye información detallada.
- Concentraciones de ozono y Nitrógeno (N)-Deposición: información adicional está disponible en , mientras que[12] incluye una descripción ozono forzando radiativo del ozono basado en dichos datos.
- Propiedades ópticas de los aerosoles y Cambio Relativo en Concentración gotas de agua en las nubes: los datos están disponible en el suplemento del artículo Stevens et al. (2016) en.[13]
- Forzado climático solar: los datos y su descripción están disponibles en  así como en la publicación.[14]
- Datos de aerosoles estratosféricos: el conjunto de datos está disponible en .
- Temperatura de Superficie del mar y cobertura de hielo.

Más allá de estos forcing datasets para el forzado histórico de los modelos de clima, CMIP6 también tiene un conjunto común de los escenarios futuros que comprenden el cambio en el uso tanto de la tierra (terreno) como de las emisiones. Ambas son requeridas para construir: future Shared Socio-economic Pathway (SSP) and Representative Concentration Pathways (RCPs) .

### CMIP Fase 7
El CMIP profundiza en el enfoque de la fase CMIP6 aunque pequeños conjuntos de experimentos específicos de «vía rápida», además del DECK y el creciente número de PIM que ya se han descrito en la fase anterior. Estas vías rápidas del CMIP son un conjunto de experimentos que incluyen el DECK y experimentos seleccionados de los PIM comunitarios que responderán a necesidades específicas. La primera vía rápida se corresponde con los requisitos impuestos por AR7 del IPCC. 
- DECK posee los experimentos más comunes
- MIPS hasta el momento se han registrado 33 diferentes.